# Gorenjska (regija)
Gorenjska regija je jedna od dvanaest statističkih regija Slovenije. Prema podacima iz prosinca 2005. u regiji živi 199.085 stanovnika.
Regija obuhvaća sljedeće općine:
- Općina Bled
- Općina Bohinj
- Općina Cerklje na Gorenjskem
- Općina Gorenja vas – Poljane
- Općina Gorje
- Općina Jesenice
- Općina Jezersko
- Općina Kranj
- Općina Kranjska Gora
- Općina Naklo
- Općina Preddvor
- Općina Radovljica
- Općina Šenčur
- Općina Škofja Loka
- Općina Tržič
- Općina Železniki
- Općina Žiri
- Općina Žirovnica

## Poveznice
- Gorenjska

## Vanjske poveznice
- Vodič po Gorenjskoj